# Philipp Ferdinand von Reibold
Philipp Ferdinand von Reibold (* 9. Juni 1660 in Neundorf; † 27. Dezember 1712 in Dresden) war ein kursächsischer Hofmarschall, Oberkammerrat und Geheimer Rat und Rittergutsbesitzer.

## Leben
Er stammte aus dem sächsischen Adelsgeschlecht von Reibold und war der Sohn des Obersteuereinnehmers Hans Christoph von Reibold. Er war Besitzer des Ritterguts Polenz. Bereits in jungen Jahren trat er in den Dienst der Wettiner und wurde an deren Hof in Dresden zum Kammerrat und Hofmarschall, und am 29. Juni 1712 zum Geheimen Rat und Oberkämmerer berufen.

## Familie
Reibold heiratete auf dem Residenzschloss Dresden am 28. Oktober 1691 Erna Sophia, Tochter von Hans Ernst von Knoche.